# Марченко, Вячеслав Вячеславович
Вячесла́в Вячесла́вович Ма́рченко (род. 10 сентября 1970 года, Навои, УзбССР, СССР) — российский ветеринар, член-корреспондент РАН (2019).

## Биография
Родился 10 сентября 1970 года в городе Навои УзбССР.
Окончил Московскую сельскохозяйственную академию имени К. А. Тимирязева и Горский государственный аграрный университет.
В 1992 году работал зоотехником ОПХ «Темнолесское» Шпаковского района, а в период с 1992 по 1995 годы — главный зоотехник, замдиректора по производству ОПХ «Новобешпагирское» Шпаковского района.
С 1996 по 2005 годы — вёл преподавательскую работу в Ставропольском государственном аграрном университете, в том числе в должности декана факультета повышения квалификации.
В 2005 году — заведующий информационно-консультационным отделом Ставропольского НИИ животноводства и кормопроизводства.
С 2005 по 2006 годы — генеральный директор ОАО «Проектный институт "Ставрополькоммунпроект"».
С 2007 по 2009 годы — заместитель министра сельского хозяйства Ставропольского края.
С 2009 по 2011 годы — начальник управления ветеринарии Ставропольского края.
С 2011 по 2017 годы — министр сельского хозяйства Ставропольского края.
В 2013 году — защитил докторскую диссертацию, тема: «Селекционно-технологические приёмы повышения конкурентоспособности тонкорунного овцеводства».
С мая 2017 по ноябрь 2019 года — и. о. директора Ставропольской межобластной ветеринарной лаборатории.
В апреле 2018 года — присвоено почётное учёное звание профессора РАН.
В 2019 году — избран членом-корреспондентом РАН.

## Научная деятельность
Специалист в области ветеринарии.
Автор 120 научных работ, из них 11 монографий, 5 патентов и авторского свидетельства.
Основные научные результаты:
- разработано устройство для малообъёмного и ультрамалообъёмного опрыскивателя, обеспечивающее адресную наружную аппликацию препаратов животным с целью борьбы с энтомозами овец и крупного рогатого скота;
- разработаны научные основы создания экологически безопасных и конкурентоспособных технологий с использованием дезинфектантов и антисептиков на основе высококонцентрированных солей четырёхзамещённого аммония;
- созданы препараты АТМ, Бактерицид, Брокарсепт, Лактосепт используемые как дезинфицирующие и антибактериальные средства для профилактики и лечения болезней сельскохозяйственных животных и птицы; разработаны методики количественного определения данных препаратов в биологическом материале;
- создан восточно-манычский тип манычской породы овец;
- разработан способ выращивания и отбора по воспроизводительным качествам баранчиков в раннем возрасте;
- исследованы эритроцитарные антигенные факторы групп крови овец, являющиеся маркерами высокой мясной продуктивности.

Ведёт преподавательскую работу: профессор кафедры частной зоотехнии и кормления сельскохозяйственных животных Донского ГАУ.
Под его руководством защищено три кандидатские диссертации.